# El cantar del arriero
El cantar del arriero es una zarzuela en dos actos con libreto de Serafín Adame y Adolfo Torrado y música de Fernando Díaz Giles. Se estrenó en el Teatro Victoria de Barcelona el 21 de noviembre de 1930. Se representó por primera vez en Madrid el 21 de mayo de 1931 en el Teatro Calderón.

## Argumento y personajes
La acción transcurre en una venta próxima a Puebla de Sanabria (Zamora), a finales del siglo XIX. La obra muestra la vida popular en la comarca zamorana de Sanabria y hace alusiones al vino de Toro.

### Personajes
- Blas. Dueño de la venta, supuesto padre de Mariblanca. Papel hablado.
- Mariblanca. Supuesta hija de Blas, acosada por Lorenzo y enamorada de Anselmo. Soprano.
- Anselmo. Mozo enamorado de Mariblanca. Tenor.
- Gloria. Moza enamorada de Braulio. Tiple cómica.
- Braulio. Mozo enamorado de Gloria. Tenor cómico.
- Lorenzo. Arriero pendenciero y mujeriego. Barítono.
- Cigüeño. Compinche de Lorenzo. Tenor cómico.

- Coro.

### Argumento

#### Acto I
Blas, viudo y próximo a la vez, es dueño de una venta situada en la carretera que conduce a Puebla de Sanabria, frecuentada por arrieros a los que no ve con buenos ojos. Blas tiene depositada todas las esperanzas en su hija Mariblanca. Anselmo, mozo del lugar, está enamorado de ella a pesar de que el padre no ve con buenos ojos esa relación por no tener Anselmo fortuna.
En la venta sirve Braulio, criado de confianza del ventero, enamorado de Gloria, quien también sirve en la venta y quien coquetea continuamente con los mozos del lugar y con algún que otro arriero.
El día en que se celebra el santo de Mariblanca, la venta está de fiesta, con mozos y mozas que cantan y bailan. Blas planea un viaje esa misma noche y recomienda a Braulio que cierre la venta. Esa misma noche se presenta un grupo de arrieros dispuestos a hacer noche. Su jefe, Lorenzo, es hombre de pocos escrúpulos que se ha desviado de su ruta para hacer un alto en la venta atraído por la belleza de Mariblanca. Ésta ordena a los criados que abran la puerta a los arrieros y les sirvan en la venta. Lorenzo la comienza a cortejar con gran dulzura, hasta que se presenta a Anselmo para rondarla. Ésta sale a recibir a su prometido y Lorenzo, enfurecido, le reta a duelo. La oportuna llegada de Blas corta la situación, poniendo a Mariblanca en manos de Anselmo.

#### Acto II
Se presenta en la venta un fraile falso, en realidad Cigüeño, uno de los secuaces de Lorenzo, quien una vez dentro ayudará a entrar a los arrieros. Lorenzo logrará aprisionar a Anselmo, pero la llegada de Blas, quien le revela que es su hija, fruto de una mala acción que años antes cometiera, hace que Lorenzo desista de su propósito y, arrepentido de la mala acción que iba a cometer, haga votos por la felicitad de Anselmo y Mariblanca y abandone la venta.

## Índice de Escenas
Acto I
- Preludio y coro general. El día de tu santo tiene grandeza
- Raconto de Mariblanca. El mozo mejor de todo el lugar - La moza de Sanabria
- Dueto cómico. Me gusta mirar tu cara
- Salida de Lorenzo. De Peña Negra vengo - El dueño de la venta tráiganos vino - Soy arriero
- Concertante. De la ruta de Zamora - Como quieres que el arriero al llegar
- Dúo de Anselmo y Lorenzo con coro. A la ronda voy mozos - Hoy a mi Mariblanca le canto amores - Parece que no asoma la niña zamorana - Zamorana si te vengo a rondar

Acto II
- Preludio y tercero cómico. Deo gracias, Deo gracias
- Dúo cómico y coro. Mi mozo es el más valiente - Sanabresa, sanabresa
- Dúo de Mariblanca y Braulio con coro. Baila moza, baila moza
- Dúo de Mariblanca y Anselmo. Eso que pides es imposible - Sobre la grupa de mi caballo
- Romanza de Lorenzo. Sólo una boca que se pueda besar

## Elenco del estreno
- Blas: Juan Baraja
- Mariblanca: Gloria Alcaraz
- Anselmo: Juan Arnó
- Gloria: María Téllez
- Braulio: José Acuaviva
- Lorenzo: Marcos Redondo
- Cigüeño: Ángel de León

El estreno en Barcelona supuso un éxito, asentado sobre todo en la presencia del barítono Marcos Redondo como Lorenzo. En cambio, el estreno en Madrid fue más frío.

## Discografía
En 1931, Odeón (Blue Moon), grabó una selección corta, con los números 2, 4, parte del 10 y 11, dirigida por Antonio Capdevila y cantada por Ángeles Ottein, Marcos Redondo y Augusto Gonzalo.
En 1959, Alhambra la grabó completa, a excepción del número 7 (Preludio y terceto cómico del segundo acto), dirigida por Benito Lauret y cantada por Dolores Cava, Manuel Ausensi, Carlos Munguía, Julita Bermejo y Gerardo Monreal.